# Phyllonorycter myricella
Phyllonorycter myricella là một loài bướm đêm thuộc họ Gracillariidae. Nó được tìm thấy ở Malaysia (Kedah).
Sải cánh dài 5.1-5.7 mm.
Ấu trùng ăn Myrica esculenta. Chúng ăn lá nơi chúng làm tổ.